# وضعیت نارنجی
وضعیت نارنجی (به انگلیسی: Condition Orange) نام هشتمین آلبوم گروه موسیقی کیوسک است که در ۳۰ شهریور ۱۳۹۴ (۲۱ سپتامبر ۲۰۱۵ میلادی) منتشر شد. وضعیت نارنجی دومین آلبوم زندهٔ گروه کیوسک پس از آلبوم سه‌تقطیره که در سال ۲۰۱۰ میلادی منتشر شد می‌باشد.
آلبوم وضعیت نارنجی شامل اجرای زندهٔ ۱۲ قطعه از قطعات آلبوم‌های گذشتهٔ کیوسک می‌باشد که در کنسرت شهر تورنتو کیوسک در سال ۲۰۱۴ میلادی ضبط شده‌اند.

## فهرست ترانه‌ها
| شماره | نام                                                 | نویسنده(ها)   | مدت  |
| ----- | --------------------------------------------------- | ------------- | ---- |
| ۱.    | «ساز نمی‌شه زد» (از آلبوم زنگ بزن آژانس)             | آرش سبحانی    | ۳:۴۹ |
| ۲.    | «مرتضی» (از آلبوم نتیجه مذاکرات)                    | آرش سبحانی    | ۴:۳۹ |
| ۳.    | «روزمرگی» (از آلبوم آدم معمولی)                     | آرش سبحانی    | ۵:۲۹ |
| ۴.    | «شب بود» (بازخوانی ترانه شب بود، اثر فریدون فرخزاد) | فریدون فرخزاد | ۲:۲۵ |
| ۵.    | «اونو ندیدی» (از آلبوم تشکیلات موازی)               | آرش سبحانی    | ۴:۲۸ |
| ۶.    | «الان می‌گه یادش نیست» (از آلبوم زنگ بزن آژانس)      | آرش سبحانی    | ۳:۵۷ |
| ۷.    | «وردار بیار» (از آلبوم تشکیلات موازی)               | آرش سبحانی    | ۴:۱۰ |
| ۸.    | «وردار ببر» (از آلبوم سه‌تقطیره)                     | آرش سبحانی    | ۵:۱۰ |
| ۹.    | «عشق سرعت» (از آلبوم عشق سرعت)                      | آرش سبحانی    | ۶:۵۰ |
| ۱۰.   | «جادهٔ خوشبختی» (از آلبوم آدم معمولی)                | آرش سبحانی    | ۵:۳۸ |
| ۱۱.   | «کرامت» (از آلبوم زنگ بزن آژانس)                    | آرش سبحانی    | ۳:۲۱ |
| ۱۲.   | «ای داد از عشق» (از آلبوم آدم معمولی)               | آرش سبحانی    | ۴:۱۰ |